# Friedrich Kracke
Georg Heinrich Friedrich Philipp Kracke (* 5. Februar 1851 in Rotenburg; † 6. Mai 1939 in Kamenz) war ein sächsischer Generalmajor.

## Leben

### Karriere
Kracke besuchte das Gymnasium in Verden und trat nach Abschluss von diesem 1869 in das Infanterie-Regiment „König Ludwig III. von Bayern“ (3. Königlich Sächsisches) Nr. 102 in Zittau ein. Er nahm mit diesem Regiment am Krieg gegen Frankreich teil und wurde noch vor Sedan am 7. Oktober 1870 zum Leutnant befördert. 1872 wurde er im 4. Infanterie-Regiment Nr. 103 aufgeführt. Er avancierte 1875 zum Oberleutnant. Ab 1878 diente er als Erzieher und Kompaniechef bei der Unteroffizierschule in Marienberg und wurde 1879 zum 4. Infanterie-Regiment Nr. 103 versetzt. Er diente einige Zeit beim 2. Garde-Regiment zu Fuß in Berlin und wurde dann 1881 nach Beförderung zum Hauptmann Kompaniechef beim 7. Infanterie-Regiment „König Georg“ Nr. 106. Einige Jahre später wurde er dann nach Beförderung zum Major im Jahre 1892 Bataillonskommandeur beim 8. Infanterie-Regiment „Prinz Johann Georg“ Nr. 107. Nach Beförderung zum Oberstleutnant im Jahre 1896 diente er wieder bei seinem Stammregiment. Nach weiterer Beförderung im Jahre 1899 zum Oberst wurde er Kommandeur des 13. Königlich Sächsischen Infanterie-Regiment Nr. 178.
1901 wurde er zur Disposition gestellt und der Landwehr überführt, wo er dann bis 1910 als Kommandeur des Landwehr-Bezirks II Dresden diente und 1910 unter Enthebung dieser Dienststellung mit dem Charakter eines Generalmajors ausgezeichnet wurde. Nach Ausbruch des Ersten Weltkrieges wurde Kracke reaktiviert und über die gesamte Dauer des Krieges als stellvertretender Kommandeur des Landwehr-Bezirks II Dresden. Im Mai 1917 wurde er Aufsichtsratsmitglied bei der Unger & Hoffmann AG. 1919 nahm Kracke seinen Abschied aus dem Militärwesen und organisierte sich im Militärvereinsleben. Er wurde so Ehrenvorsteher und außerordentliches Ehrenmitglied des Militärverein der 178er.

### Familie
Er verlobte sich 1879 in Marienberg mit Olga Schaarschmidt und bekam eine Tochter, Maria, welche als Operntextverfasserin wirkte.